# İstiklâl Marşı
İstiklâl Marşı (hrv. Marš nezavisnosti) je državna himna Republike Turske, ali i Turske Republike Sjeverni Cipar koja nije službeno priznata država. Himna je prihvaćena 12. ožujka 1921. godine, dvije godine prije utemeljenja Republike Turske, te je služila podjednako kao himna i vojnička pjesma u Turskom ratu za nezavisnost (1919-1923.) Danas se himna obvezno intonira na svim državnim i vojnim ceremonijama, blagdanima, kao i brojnim sportskim i školskim manifestacijama i natjecanjima. Po službenome protokolu se sviraju i pjevaju samo prve dvije strofe. Himna pjeva o vrijednostima slobode i nezavisnosti domovine i naroda, vjere u Boga i žrtvovanja za domovinu.

## Povijest i nastanak
Himna Republike Turske je nastala tijekom početka Turskog rata za nezavisnost, kada je Ministarstvo narodnog obrazovanja raspisalo natječaj za himnu na zahtjev narodne vojske 1921. godine. Vojsci je bila potrebna pjesma koja će podići moral i slogu vojnika. Na natječaj su pristigle 724 pjesme, a bila je ponuđena i novčana nagrada. Zbog novčane nagrade, tadašnji narodni zastupnik iz Burdura,  Mehmet Akif Ersoy, odbijao je sudjelovati na natječaju, ali na nagovor ministra Hamidullah Suphija, prijavljuje na natječaj svoju pjesmu koju je već bio napisao i posvetio turskoj vojsci. Pjesma je izabrana gotovo jednoglasno, uz gromki pljesak, na zasjedanju Velike turske narodne skupštine, 12. ožujka 1921. godine. Prvi koji je tekst himne pročitao pred Velikom turskom narodnom skupštinom bio je upravo ministar narodnog obrazovanja Hamidullah Suphi Tanrıöver. Mehmet Akif Ersoy je odbio ponuđenu novčanu nagradu, izjavivši da bi njeno uzimanje bilo sramotan čin, te da je himna njegov poklon domovini.
Natječaj za glazbu himne pristigle su 24 skladbe, a izabrana je skladba Ali Rıfat Çağataya, u Ankari 1924. godine. Ova skladba je korištena sve do 1930. godine, kada je službenom proglašena skladba Osman Zeki Üngöra, tadašnjeg dirigenta Predsjedničkog simfonijskog orkestra i koja se i danas koristi.

## Tekst
| Na turskome jeziku Korkma, sönmez bu şafaklarda yüzen al sancak; Sönmeden yurdumun üstünde tüten en son ocak. O benim milletimin yıldızıdır, parlayacak; O benimdir, o benim milletimindir ancak. Çatma, kurban olayım, çehreni ey nazlı hilâl Kahraman ırkıma bir gül! Ne bu şiddet bu celâl? Sana olmaz dökülen kanlarımız sonra helâl, Hakkıdır, Hakk’a tapan, milletimin istiklâl! Ben ezelden beridir hür yaşadım, hür yaşarım. Hangi çılgın bana zincir vuracakmış? Şaşarım! Kükremiş sel gibiyim, bendimi çiğner, aşarım. Yırtarım dağları, enginlere sığmam, taşarım. Garbın afakını sarmışsa çelik zırhlı duvar, Benim iman dolu göğsüm gibi serhaddim var. Ulusun, korkma! Nasıl böyle bir imanı boğar, "Medeniyyet!" dediğin tek dişi kalmış canavar Arkadaş! Yurduma alçakları uğratma, sakın! Siper et gövdeni, dursun bu hayasızca akın. Doğacaktır sana va´dettiği günler Hakk´ın... Kim bilir, belki yarın, belki yarından da yakın. Bastığın yerleri "toprak" diyerek geçme, tanı! Düşün, altında binlerce kefensiz yatanı. Sen şehit oğlusun, incitme, yazıktır, atanı; Verme, dünyaları alsan da, bu cennet vatanı. Kim bu cennet vatanın uğruna olmaz ki feda? Şuheda fışkıracak toprağı sıksan, şuheda! Canı, cananı, bütün varımı alsın da Hüda, Etmesin tek vatanımdan beni dünyada cüda. Ruhumun senden, ilahi, şudur ancak emeli; Değmesin mabedimin göğsüne namahrem eli! Bu ezanlar-ki şahadetleri dinin temeli, Ebedi yurdumun üstünde benim inlemeli. O zaman vecd ile bin secde eder -varsa- taşım Her cerihamdan, ilahi, boşanıp kanlı yaşım, Fışkırır ruh-i mücerred gibi yerden na´şım; O zaman yükselerek arşa değer belki başım! Dalgalan sen de şafaklar gibi ey şanlı hilal; Olsun artık dökülen kanlarımın hepsi helal! Ebediyen sana yok, ırkıma yok izmihlal. Hakkıdır, hür yaşamış bayrağımın hürriyet, Hakkıdır, Hakk’a tapan milletimin istiklal! | Na hrvatskome jeziku Ne boj se, nestati ne može barjaka crvenoga što se u ove zore vihori; Dok ne ugasne i posljednje ognjište što se dimi u domovini mojoj. On je zvijezda naroda moga, sjat će; On je moj, i mome narodu pripada samo. Ne mršti lice svoje, preklinjem te, ej neumoljivi polumjeseče Osmijehni se jednom mome junačkome narodu! Kakva je to sila, gordost? Neće ti poslije biti oproštena krv naša za tebe prosuta, Pravo je, naroda moga što Istinu štuje, nezavisnost! Ja od iskona slobodan živjeh, slobodno živim. Koji bi me bezumnik u lance okovao? Čudim se! Ja sam poput poplave bučne, smrvit ću nasipe, prijeći ih. Pokidat ću planine, prepreke me obuzdati ne mogu, prelit ću se. Ako je zapada obzor prekrio zid štitova čeličnih, Ja imam granicu poput prsa mojih ispunjenih vjerom. Velik si, ne boj se! Kako ovakvu vjeru udaviti može "Civilizacija!" što ju zoveš jednozubo čudovište? Prijatelju! Ne daj ništarijama u domovinu moju, ni slučajno! Učvrsti tijelo svoje, neka stane ova besramna struja. Rodit će se dani što ti ih obeća Uzvišeni; Tko zna, možda sutra, a možda su i od sutra bliži. Mjestima koja gaziš ne reci "zemlja" i prođi, upoznaj ih! Razmisli, o tisućama mučenika što pod njom leže. Ti si sin šehida ↓1, ne žalosti, sramota je, pretke svoje; Ne daj, pa i da svijet pokoriš, ovu rajsku domovinu svoju. Tko se to ne može žrtvovati za ovu rajsku domovinu? Stisneš li zemlju iskočit će šehidi, šehidi! I dušu, i voljene, sve postojanje moje ako uzme Bog, Neka me na ovom svijetu ne udalji od jedine domovine. Duša moja je od tebe, Bože, ovo joj je jedina zadaća; Neka ne dirne ruka bezbožnička u prsa moje bogomolje! Ovi ezani ↓2 i šehadet ↓3 što je vjere temelj, Nad vječnom domovinom mojom moraju se prolamati. Onda ničice past će tisuću puta ushićeno -bude li ga bilo- moj grob Iz svake moje rane, Bože, dok istječe krvavi mi život, Vinut će poput duha nevidljivog iz zemlje moje tijelo umotano; Pa će uzdižući se možda dosegnuti do prijestolja Božjega glava moja! Vihori se i ti kao zore ej slavni polumjeseče; I neka ti već bude pravo sva krv naša prosuta! Navijeke nema tebi, ni narodu mome propasti. Pravo je, slobodarskome barjaku mome sloboda, Pravo je, naroda moga što Istinu štuje, nezavisnost! |